# Pothos
Pothos é um género de plantas com flor pertencente à família Araceae, nativo das regiões tropicais e subtropicais do leste, sul e sueste da Ásia, Austrália e várias ilhas do Índico e do Pacífico.

## Taxonomia
O género Pothos foi descrito por Carolus Linnaeus e publicado em Species Plantarum 2: 968. 1753, tendo como espécie tipo Pothos scandens.L. Presentemente o género inclui as seguintes espécies:
| - Pothos armatus C.E.C.Fisch. - Pothos atropurpurascens M.Hotta - Pothos barberianus Schott - Pothos beccarianus Engl. - Pothos brassii B.L.Burtt - Pothos brevistylus Engl. - Pothos brevivaginatus Alderw. - Pothos chinensis (Raf.) Merr. - Pothos clavatus Engl. - Pothos crassipedunculatus Sivad. & N.Mohanan - Pothos curtisii Hook.f. - Pothos cuspidatus Alderw. - Pothos cylindricus C.Presl - Pothos dolichophyllus Merr. - Pothos dzui P.C.Boyce - Pothos englerianus (Engl.) Alderw. - Pothos falcifolius Engl. & K.Krause - Pothos gigantipes Buchet ex P.C.Boyce - Pothos gracillimus Engl. & K.Krause - Pothos grandis Buchet ex P.C.Boyce & V.D.Nguyen - Pothos hellwigii Engl. - Pothos hookeri Schott - Pothos inaequilaterus (C.Presl) Engl. - Pothos insignis Engl. - Pothos junghuhnii de Vriese - Pothos keralensis A.G. Pandurangan & V.J. Nair - Pothos kerrii Buchet ex P.C.Boyce - Pothos kingii Hook.f. | - Pothos lancifolius Hook.f. - Pothos laurifolius P.C.Boyce & A.Hay - Pothos leptostachyus Schott - Pothos longipes Schott - Pothos longivaginatus Alderw. - Pothos luzonensis (C.Presl) Schott - Pothos macrocephalus Scort. ex Hook.f. - Pothos mirabilis Merr. - Pothos motleyanus Schott - Pothos oliganthus P.C.Boyce & A.Hay - Pothos ovatifolius Engl. - Pothos oxyphyllus Miq. - Pothos papuanus Becc. ex Engl. - Pothos parvispadix Nicolson - Pothos philippinensis Engl. - Pothos pilulifer Buchet ex P.C.Boyce - Pothos polystachyus Engl. & K.Krause - Pothos remotiflorus Hook. - Pothos repens (Lour.) Druce - Pothos salicifolius Ridl. ex Burkill & Holttum - Pothos scandens L. - Pothos tener (Roxb.) Wall. - Pothos thomsonianus Schott - Pothos touranensis Gagnep. - Pothos versteegii Engl. - Pothos volans P.C.Boyce & A.Hay - Pothos zippelii Schott |

## Classificações antigas
Classificação de Jussieu
Na classificação taxonómica de Jussieu (1789), Pothos é um género  botânico da  ordem Aroideae,  classe Monocotyledones com estames hipogínicos.
Classificação lineana do género
| Sistema | Classificação                      | Referência               |
| ------- | ---------------------------------- | ------------------------ |
| Linné   | Classe Gynandria, ordem Polyandria | Species plantarum (1753) |